# Janry

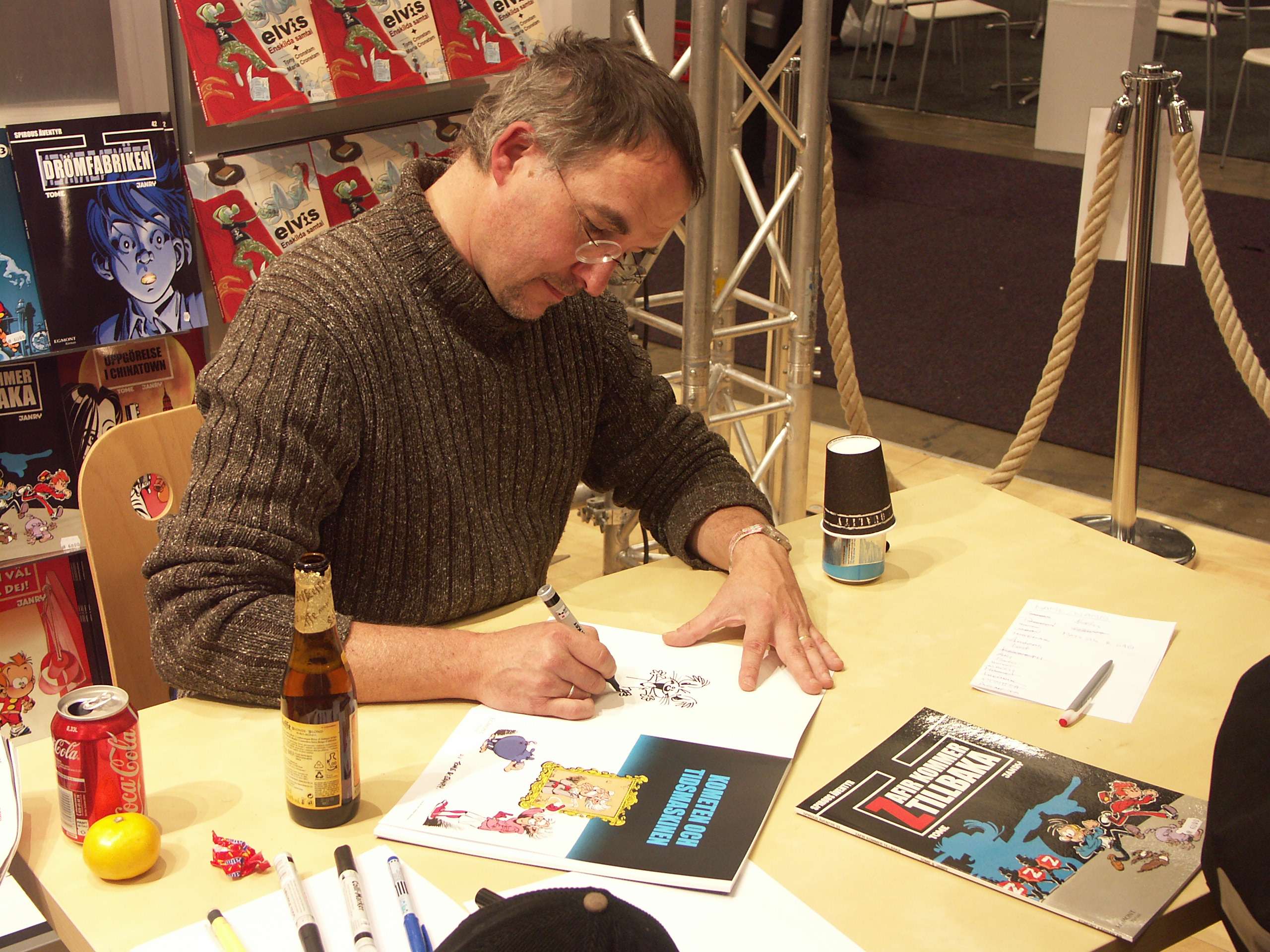
Janry 2008 in Schweden

Janry, eigentlich Jean-Richard Geurts, (* 2. Oktober 1957 in Jadotville, Belgisch-Kongo) ist ein belgischer Comiczeichner, der zusammen mit Tome von 1984 (Band 31 Das geheimnisvolle Virus) bis 1998 (Band 44 Jagd auf Spirou) die Serie Spirou und Fantasio schuf.
Janry lernte Tome bereits während seines Studiums am Institut National des Arts Visuel in Sint Pieterswoluwe bei Brüssel kennen. Beide hatten die Möglichkeit, frühzeitig Kontakte zu Dupa und Francis aufbauen zu können. Janry arbeitete als Assistent für Serien wie Cubitus und schuf Tusche- und Hintergrundzeichnungen. Auch bei Turk, Greg und Bob de Groot konnte Janry mit seinem Freund als Assistent arbeiten.
Die Arbeit für den Verlag Dupuis begann mit der Übernahme der Rätsel- und Puzzleseite Jeureka des Magazins Spirou. Auf der Seite wurden auch Zeichnungen der Titelfigur des Magazins eingestreut, die den Verantwortlichen so gut gefielen, dass erste Kurzgeschichten von Spirou und Fantasio in Auftrag gegeben wurden. Die erste Geschichte in Albumlänge (46 Seiten) war Virus, die 1982 im Magazin vorveröffentlicht wurde, und 1984 als Album erschien. Während der ersten Bände von Spirou und Fantasio arbeitete Janry sowohl als Zeichner als auch als Szenarist. Erst mit Die Rückkehr des Z konzentrierte er seine Aufgabe allein auf die Zeichnungen.
Mit dem Band Jagd auf Spirou änderte Janry 1998 den bislang in der Reihe erfolgreichen Zeichenstil radikal. Die Figuren wurden realitätsgetreuer, die Zeichnungen waren eher dunkel als hell und fröhlich gehalten. Das Szenario wechselte vom Funny-Stil zu einer spannenden Kriminalgeschichte. Diese neu konzipierte Spirou-Geschichte führte zu Diskussionen darüber, ob ein traditioneller Comic überhaupt in solchem Umfang modernisiert werden sollte. Die Leser teilten sich in Gegner und Befürworter des neuen Stils. Tome und Janry widmeten sich daraufhin nur noch der Serie Der kleine Spirou, die seit 1987 ein großer Erfolg war. Die Serie verkaufte sich besser als die Bände von Spirou und Fantasio.